# Carlos Ott (arquiteto)
Carlos Ott (Montevidéu, 16 de outubro, 1946), é um arquiteto uruguaio.
Em 1989 se fez famoso com a nova Ópera da Bastilha em Paris.
Na atualidade vive e trabalha no Canadá.

## Obras principais
- Ópera da Bastilha, Paris (1989)
- Aeroporto Internacional de Ushuaia - Malvinas Argentinas (1995)
- National Bank de Dubai, (1997)
- Aeroporto Internacional Capitan Corbeta CA Curbelo de Punta del Este (1997)
- Libertad Plaza, Buenos Aires (2000)
- Torre de las Telecomunicaciones, Montevideo (2002)
- Hotel Boca by Design Suites, Buenos Aires (2012)
- Universidad Argentina de la Empresa - Sede Pinamar
- EZ Towers, São Paulo (2011)
- EZ Mark, São Paulo (2013)